# Secreto para tres
Secreto para tres é uma telenovela mexicana, produzida pela Televisa e exibida em 1969 pelo Telesistema Mexicano.